# إيريك وانغ
ولد وانغ شوانجون في 18 أكتوبر 1985، والمعروف أيضًا باسم إريك وانغ، هو ممثل صيني، أشتهر وانغ بدوره في المسلسل الكوميدي الرومانسي (iPartment) الذي حصل على أعلى التصنيفات في الصين عندما تم بثه.  

## حياته السابقة
تخرج وانغ المولود في شنغهاي في 18 أكتوبر 1985 من أكاديمية شنغهاي المسرحية الذي تخصص في التمثيل. شارك في برنامج الواقع على تلفزيون التنين كمتسابق. 